# Bauska
Bauska ( výslovnost) je město v jižním Lotyšsku. Leží na řekách Mūša a Mēmele, 66 km od lotyšského hlavního města Rigy a 20 km od hranic s Litvou. Žije v něm asi 10 000 obyvatel. Město bylo založeno roku 1609. Nachází se zde také hrad, který byl v polovině 15. století postaven Livonským řádem mečových bratří.

## Partnerská města
Seznam partnerských měst:
- Hedemora, Švédsko
- Chašuri, Gruzie
- Náchod, Česko
- Pakruojis, Litva
- Radviliškis, Litva
- Rypin, Polsko
- Soroca, Moldavsko